# Vicente Noble
Vicente Noble fue un destacado militar dominicano del siglo XIX nacido en Azua el c. 3 de noviembre de 1791 y conocido por su participación en la guerra de independencia dominicana en 1844.
Aunque los datos de su vida son imprecisos, se sabe que luchó junto al militar Fernando Tavera desde Neiba contra la ocupación haitiana en la Batalla Fuente del Rodeo. Noble tuvo que sustituir a Tavera cuando cayó herido producto de una balacera contra los haitianos.
Además tuvo una importante participación en la Batalla de Azua el 19 de marzo de 1844.

## Personal
Según un acta parroquial del siglo XVIII, Noble fue bautizado 18 días de su nacimiento (21 de noviembre de 1791), hijo de Josef Nobles y María Cruz.
Se casó con María del Rosario Félix, con quien tuvo dos hijos, María del Carmen y Simón Noble.
A su muerte ostentaba el rango de teniente coronel.

## Legado
- El 13 de noviembre de 1934, se renombró una calle en el sector de Villa Francisca del Distrito Nacional con su nombre (anteriormente se llamaba calle Barcelona).[1]
- En 1943, el dictador dominicano Rafael Leónidas Trujillo bautizó un municipio de la República Dominicana con su nombre.